# Flavio Cesario
Flavio Cesario (latino: Flavius Caesarius; fl. 386-401) è stato un politico romano.

## Biografia
Cesario era il figlio del console del 361, Tauro, e il fratello maggiore di Aureliano, con cui si contese il potere. Aveva una moglie, a cui era devoto.
Nel 386 ricopriva la carica di magister officiorum. L'anno successivo, sempre in questa veste, l'imperatore Teodosio I lo inviò a Antiochia, dove la popolazione si era rivoltata per le tasse; Cesario e Ellebico, magister militum per Orientem, condussero un'inchiesta, e nella sua relazione all'imperatore Cesario chiese a Teodosio di essere clemente con la popolazione: l'oratore di Antiochia Libanio lo ringraziò in una sua orazione.
Nonostante i suoi meriti, tuttavia, per un lungo tempo dopo la nomina a magister officiorum, Cesario non fu promosso a una carica più elevata. Questo periodo, 388-395, corrisponde agli anni in cui Rufino era al potere; è stato proposto che Cesario, nonostante fosse ortodosso, non fosse stato abbastanza rigido contro gli eretici. In quello stesso periodo, fece carriera Aureliano, succedendo a Rufino come magister officiorum nel 392 e in seguito detenendo la carica di praefectus urbi di Costantinopoli tra il 393 e il 394.
Tuttavia, nel novembre 395, dopo l'uccisione di Rufino, Cesario ebbe via libera per ambire a cariche importanti, e succedette a Rufino come prefetto del pretorio d'Oriente. Quando era divenuto prefetto, Rufino aveva promulgato una legge che esiliava i Liciani, suoi nemici, il potente Eutolmio Taziano e suo figlio Proculo: Cesario annullò questa legge oltre a un'altra legge che impediva agli Ariani Eunomiani di fare testamento, ma non in opposizione a Rufino, come mostrato dal fatto che promulgò anche una legge che permise alle vedove di uomini banditi dal perdere le loro proprietà (la vedova di Rufino fu probabilmente favorita da questa legge).
Nell'aprile 400, Gainas ritornò a Costantinopoli con il suo esercito, e chiese all'imperatore Arcadio di deporre Aureliano e Saturnino. Gainas scelse Cesario come successore di Aureliano come prefetto del pretorio d'Oriente, ma dopo un breve tempo, lasciò Costantinopoli e fu sconfitto dal magister militum per Orientem Fravitta; tuttavia, Cesario rimase prefetto fino al 403; a questo periodo risale un'iscrizione a Tralles, in cui Cesario viene definito un patricius, un titolo che, combinato con la prefettura e lo status di ex-console significò che Cesario era un uomo di altissimo rango.
Casario acquistò un monastero dai seguaci di Macedonio: la proprietà era stata lasciata in eredità ai monaci da Eusebia, un'amica intima della moglie di Cesario, che chiese di esporre le reliquie dei quaranta martiri di Sebaste che custodiva nella sua casa. Cesario demolì il monastero, seppellì sua moglie e la sua amica, poi costruì un santuario dedicato a san Tirso, e una tomba per sé stesso la vicino.

## Nella letteratura
Cesario è stato identificato da alcuni studiosi con il personaggio di Tifone del Aegyptus, sive De providentia di Sinesio, dove la storia della lotta tra il dio egizio Osiris contro Tifone sarebbe stata usata per rinarrare la storia della lotta tra Aureliano (Osiris) e Cesario nel periodo della rivolta di Gainas. Nel racconto, Tifone-Cesario è il cattivo, Osiris-Aurelio il protagonista.
A parte i suoi meriti letterari, il De providentia è stato utile alla ricostruzione degli eventi di questo periodo.